# Taimane Gardner
Taimane Gardner (Honolulu, 1989. február 13. –) honolului (Hawaii) származású amerikai virtuóz ukulele játékos, zeneszerző. Származása: szamoai, német, ír, francia és svéd.

## Pályakép
Öt évesen kezdett ukulelézni. A híres zenész, Don Ho, 13 éves korában fedezte fel, majd Jake Shimabukuro tanítványa lett. Tinédzserként népszerű lett Waikikin. Első albuma, a Loco Princess 2005-ben jelent meg.

## Lemezek
- Loco Princess (2005)
- Life – The Art & Beauty of Being Human (2008)
- Ukulele Dance (2012)
- We Are Made of Stars (2015)
- Elemental (2018)